# Сукачи (Волынская область)
Сукачи (укр. Сукачі) — село в Старовыжевской поселковой общине Ковельского района Волынской области Украины.
До 2020 года входило в Старовыжевский район.
Код КОАТУУ — 0725085802. Население по переписи 2001 года составляет 327 человек. Почтовый индекс — 44423. Телефонный код — 3346. Занимает площадь 0,853 км².